# Jane Drew

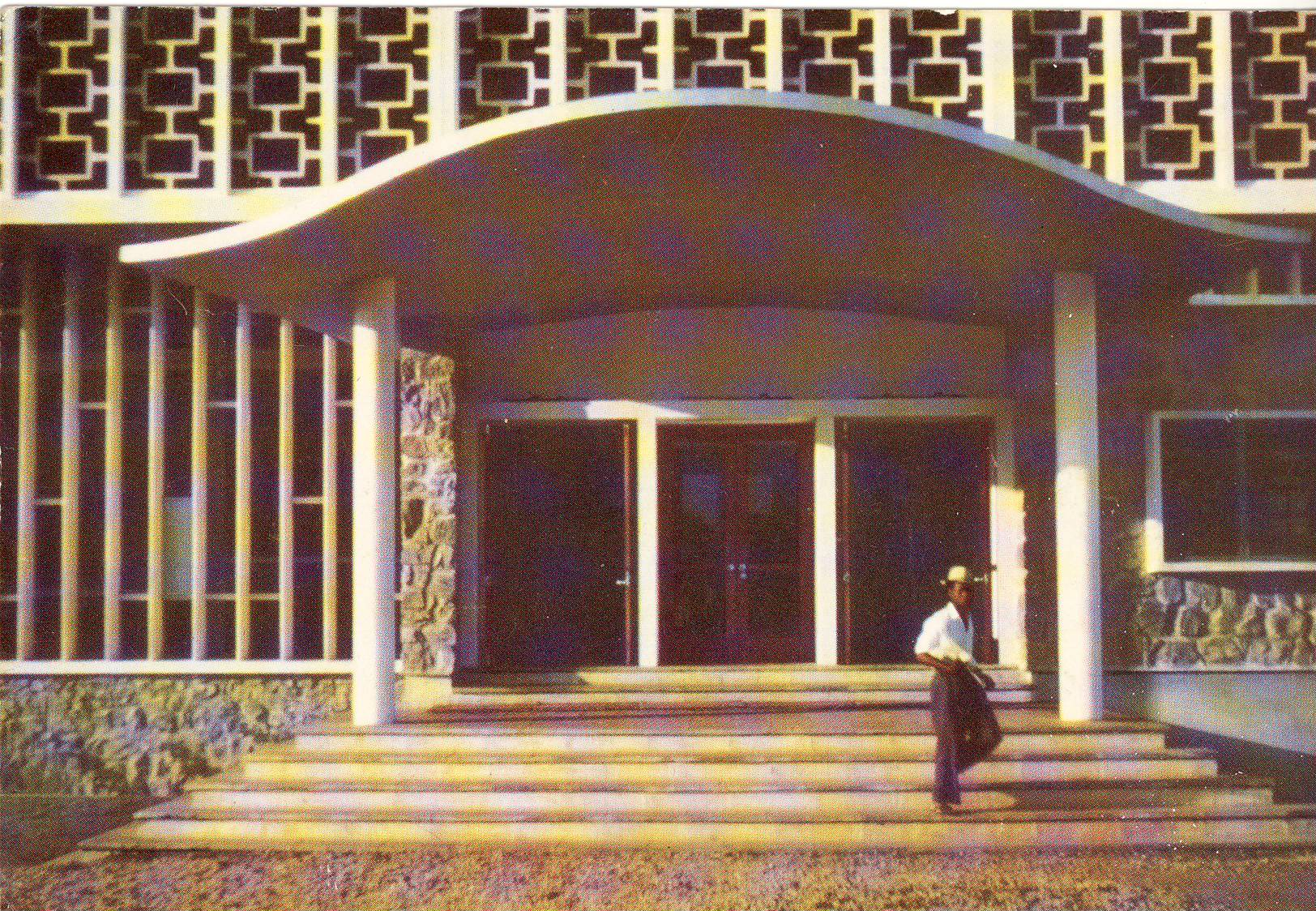
Kenneth Onwuka Dike Library, Ibadan, Nigeria

Jane Beverly Drew (Thornton Heath, Inglaterra, 24 de marzo de 1911-Barnard Castle, Durham, 27 de julio de 1996), fue una arquitecta británica.

## Primeros años
Hija de Harry Guy Radcliffe Drew, diseñador de instrumentos quirúrgicos y fundador del British Institute of Surgical Technicians. Su madre, Emma Spering Jones, era una maestra de escuela que contagió a su hija su amor por la observación de la naturaleza y el aprecio por el arte. 
Estuvo brevemente casada con Jim Alliston, con quien contrajo matrimonio en 1934, pero el matrimonio se disolvió. Tuvieron dos hijas, una de las cuales murió.
Jane Drew estudió en la Architectural Association School de Londres, entre 1924 y 1929 y se convirtió en una de los fundadoras y promotoras del Grupo MARS: asociación de arquitectos, artistas e industriales para difundir las ideas y prácticas del Movimiento Moderno en Gran Bretaña (la rama británica del CIAM) el cual se basaba en la declaración de la misión “el uso del espacio para la actividad humana en lugar de la manipulación de la convención estilizada”. Luego de graduarse (convirtiéndose en una de las primeras arquitectas tituladas en Inglaterra) comienza su carrera aplicando al diseño de la cocina moderna cánones ergonómicos adecuados (fijó algunas dimensiones que están vigentes en el diseño actual). Allí conoció a Edwin Maxwell Fry, con quien se casó en 1942.

## Trayectoria
Inició un estudio (durante la guerra en Londres) con exclusiva participación femenina, poniéndose así a la vanguardia social. Este grupo de jóvenes arquitectas tomó una serie de grandes proyectos en toda la ciudad. Su estudio fue destruido por las bombas alemanas y con él sus proyectos iniciales y su primera colección de Picassos, Bonards y Moores.
De 1944 a 1946 fue asistente asesor urbanístico del ministro residente para las colonias británicas de África occidental.
Jane Drew junto a Maxwell Fry formaron la empresa Fry, Drew & Partners (1946). 

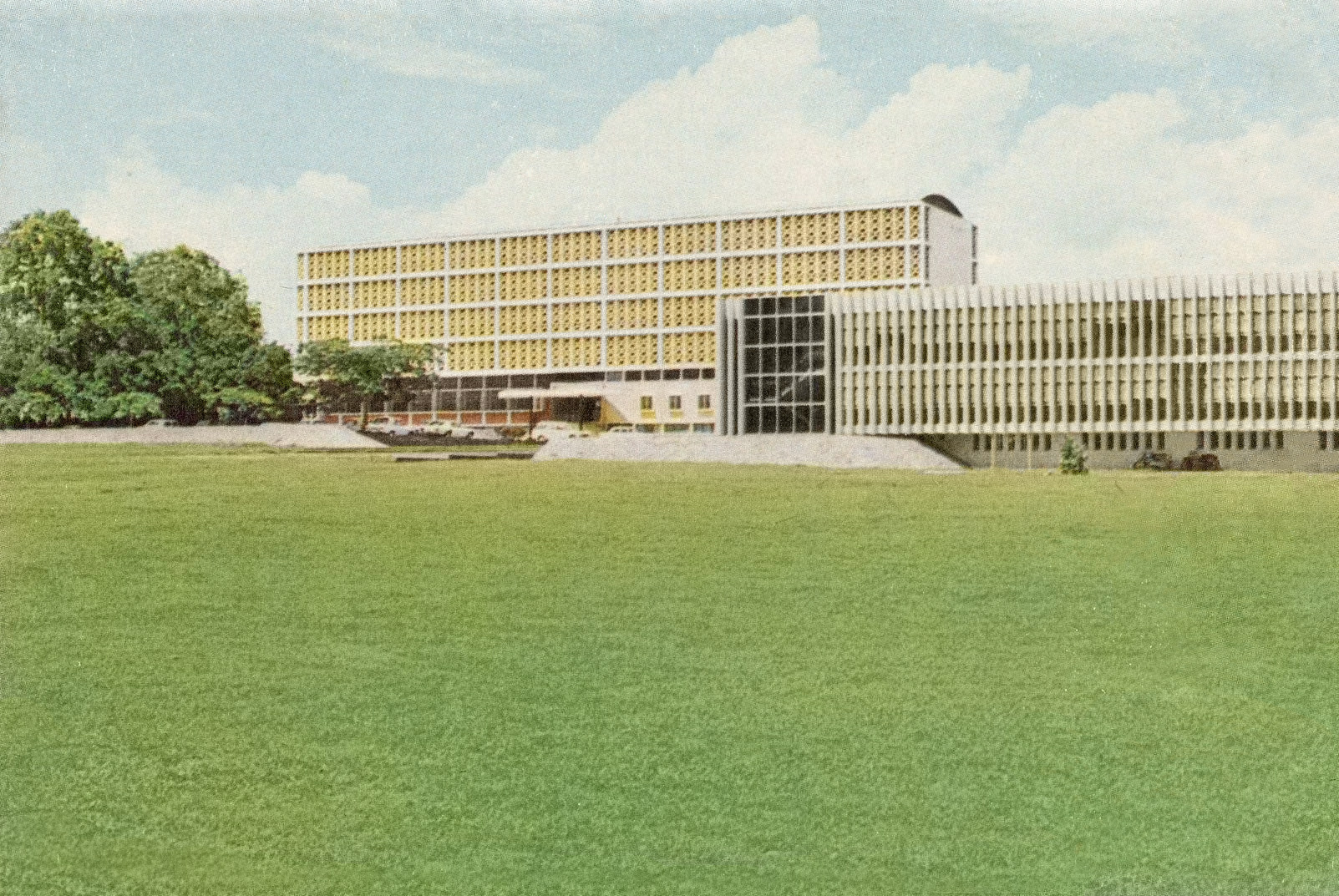
Kenneth Onwuka Dike, Library, Ibadan, Nigeria

La empresa de Fry, Drew y Partners en Londres, se concentró en la planificación a gran escala para los países tropicales, destacando entre sus obras la Universidad de Ibadan (1953-1959), en Nigeria.
Destacó también como escritora de libros técnicos que llegaron a ser considerados canónicos, como Village Housing in the Tropics (1945), Arquitectura tropical en zonas húmedas (1956) y Architecture and the Environment (1976).
Impresionado por el trabajo de Fry y Drew en África Occidental, el primer ministro indio Pandit Nehru los invitó para diseñar Chandigarh, la nueva capital del Punjab. Drew y Fry estaban inseguros de su capacidad para llevar a cabo un encargo de tal envergadura, por lo que convocaron a Le Corbusier, creando una estrecha colaboración entre los tres. La experiencia se prolongó por más de tres años, atendiendo encargos gubernamentales sucesivos. Drew utilizó la ciudad para experimentar con nuevas estrategias de vivienda social, y con el tiempo logró extender el diseño de viviendas modernas en toda la India. También ejerció influencia sobre las autoridades indias para la formación y apoyo de los jóvenes proyectistas y planificadores locales para dar continuidad a sus iniciativas.
Luego de la experiencia en el exterior (entre los 60 y 70), de regreso en Inglaterra, se abocaron al desarrollo de arquitectura habitacional. Jane Drew aparece frecuentemente en la historia de la arquitectura moderna como coautora y colaboradora principal de numerosos proyectos:
- Programa de Arquitectura Educativa de Ghana (1947-1955)
- Complejo de Apartamentos Passfield en Lewisham (1949)
- Universidad de Ibadán Nigeria (1949-60)
- Restaurante Riverside en la Britain South Bank Exhibition (1951)
- Nueva capital del Punjab: ciudad de Chandigarh (1951-54)
- Instituto de Arte Contemporáneo de Londres (1964)
- Universidad Abierta, Milton Keynes Bedfordshire (1969-77)
- Escuela para Sordos (1968), Herne Hill, Londres.[1]

Jane Drew y Maxwell Fry vivían y trabajaban en el 63 de Gloucester Place, y su casa se convirtió en un referente en Londres, ya que mantenían la casa abierta, para dar la hospitalidad y refugio a amigos y conocidos de todo el mundo. También proporcionaron trabajo, y ayudaron, a una corriente de jóvenes arquitectos de varias nacionalidades, que aprendían su oficio bajo su guía.
Murió de cáncer en 1996, a la edad de 85 años.

## Reconocimientos
Fue la primera mujer en formar parte del Consejo del Instituto Real de Arquitectos Británicos (RIBA).
En 1996 fue nombrada Dama del Imperio Británico.
El Premio Jane Drew otorgado anualmente por la publicación Architects' Journal desde 1998 a lleva su nombre como homenaje.